# Kathedraal van Meaux
De Kathedraal van Meaux (Frans: Cathédrale Saint-Étienne de Meaux) is een rooms-katholieke kathedraal in Meaux, Frankrijk, 40 kilometer ten oosten van Parijs. In dit monumentale gebouw zetelt de bisschop van Meaux.

## Geschiedenis
De bouw van de kathedraal begon in 1170, op de plek waar daarvoor een romaanse kerk had gestaan. Fouten in het oorspronkelijke ontwerp moesten gecorrigeerd worden in de 13e eeuw, waarbij de architect Gautier de Vainfroy veel was betrokken. Vervolgens werd de bouw in de 13e eeuw regelmatig stopgezet door het ontbreken van de nodige financiën. Dit probleem werd verholpen door een schenking van Karel IV in de vroege 14e eeuw. Later werd de bouw wederom stopgezet door de uitbraak van de Honderdjarige Oorlog en de bezetting door de Engelsen.
Het koor kwam gereed omstreeks de tweede helft van de 13e eeuw, in de 14e eeuw werd het middenschip verlengd, de westelijke façade werd afgewerkt op het einde van de 14e eeuw en de noordelijke toren kwam tot slot gereed in 1540.
De Franse componist Pierre Moulu was werkzaam in de kathedraal in de vroege 16e eeuw.
De gotische kathedraal is 48 m hoog en bevat een bekend orgel dat in de 17e eeuw gebouwd is door Valéran de Héman. Het beeldhouwwerk aan de kerk is zeer fraai, zeker het beeldhouwwerk boven de vijf deuren. In het gebouw zelf bevindt zich het grafmonument van de bekende bisschop Jacques-Bénigne Bossuet.

## Galerij

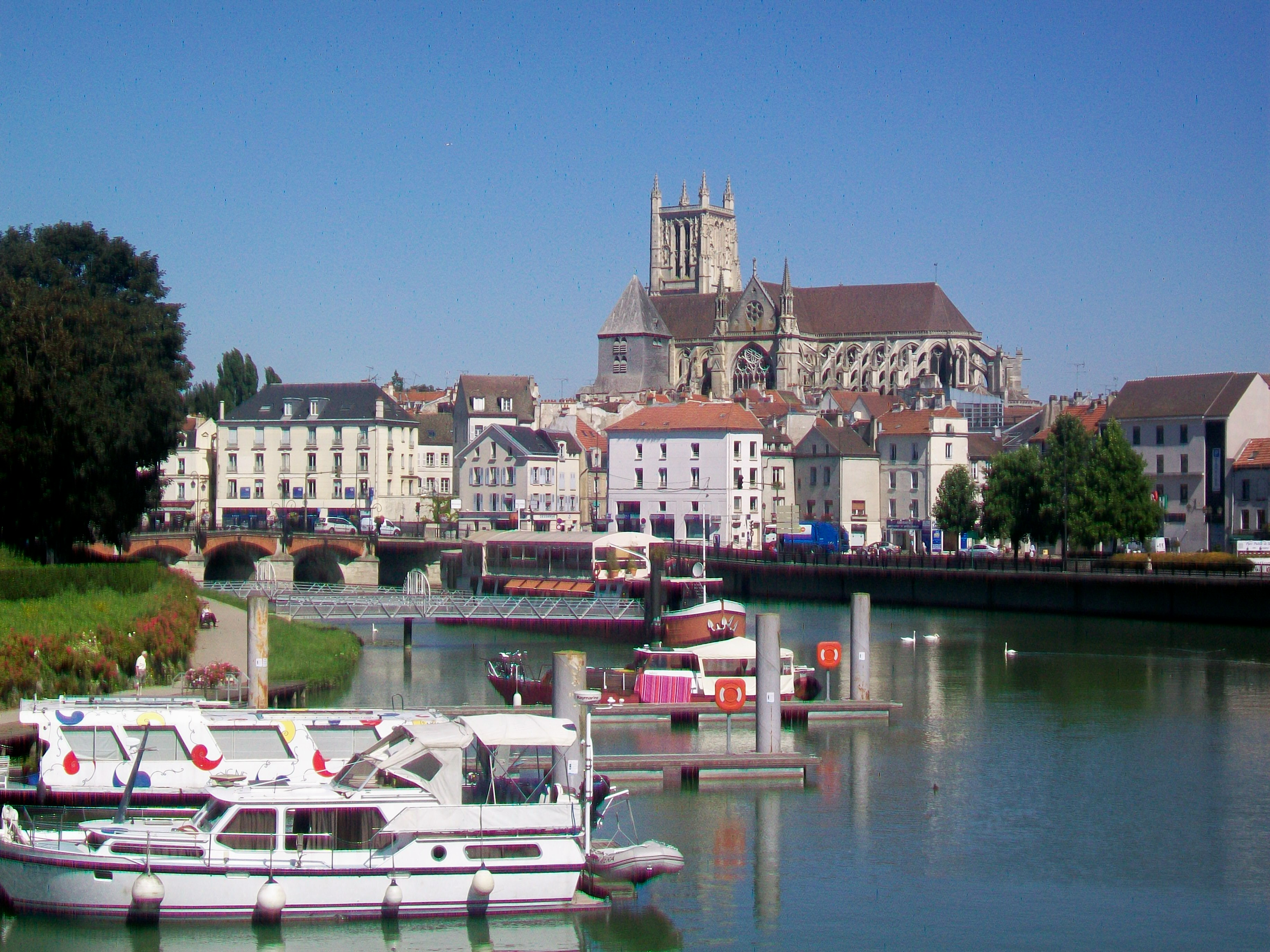
Uitzicht op de kathedraal
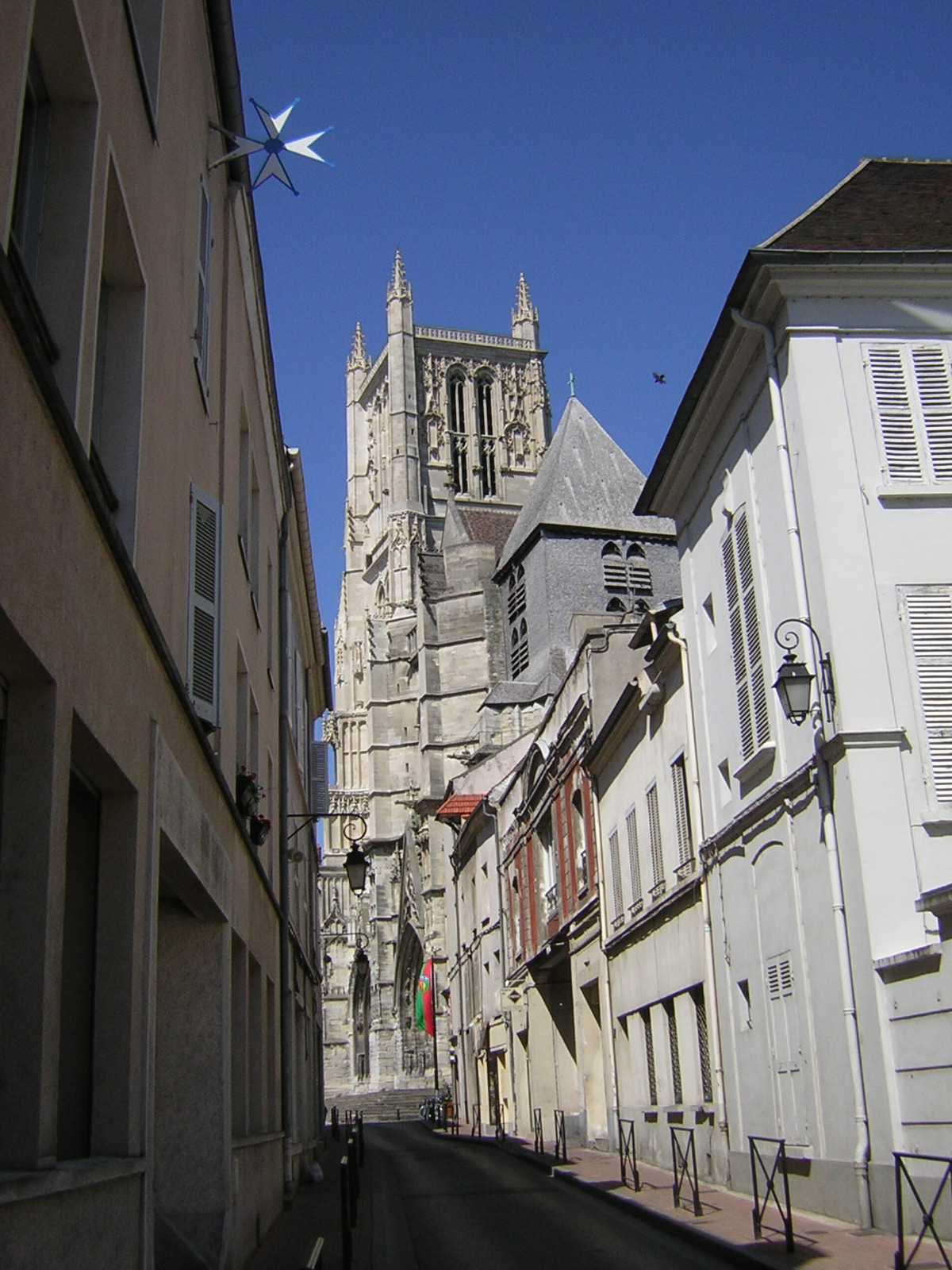
Zicht op de kathedraal
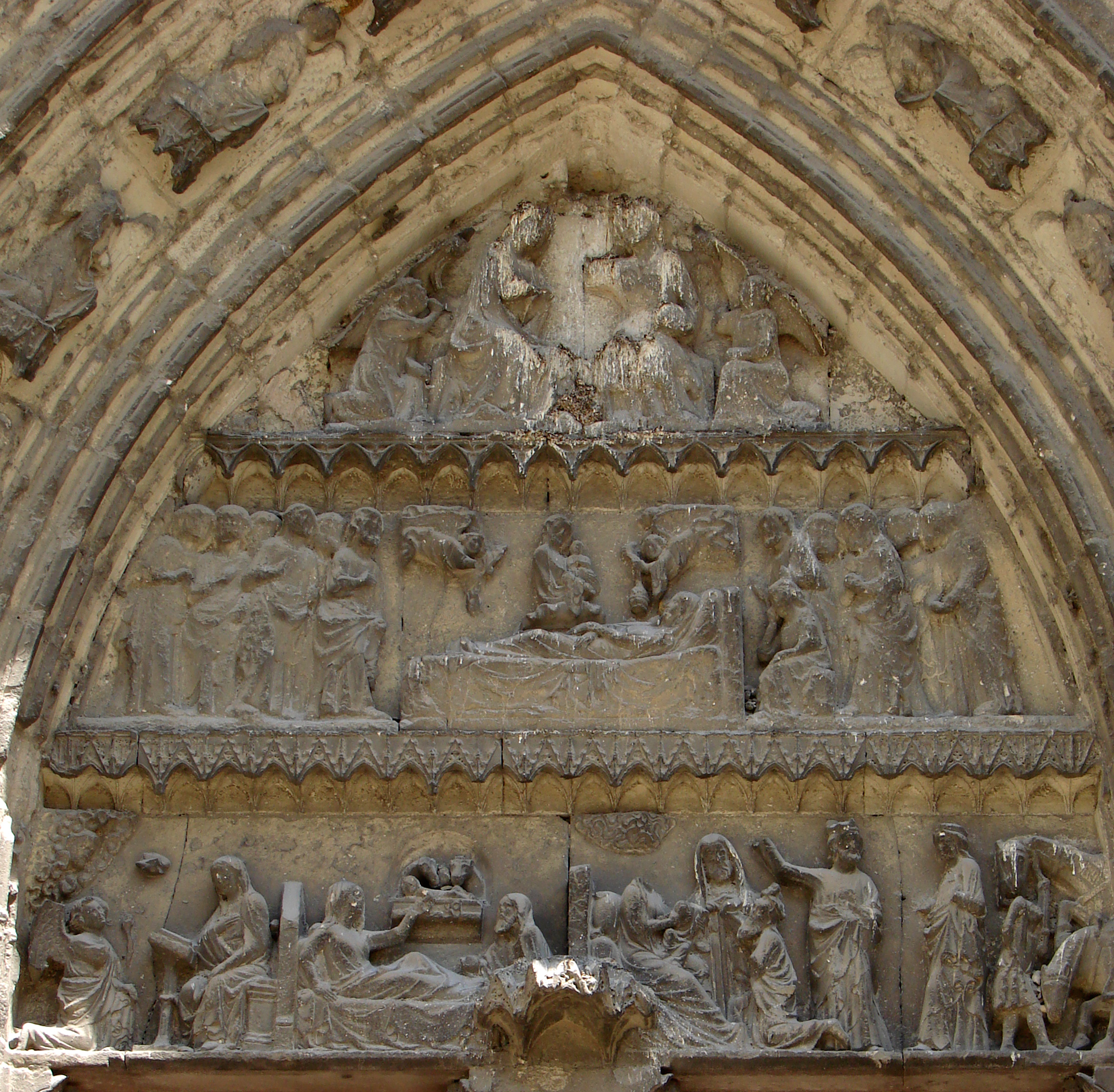
Portaal
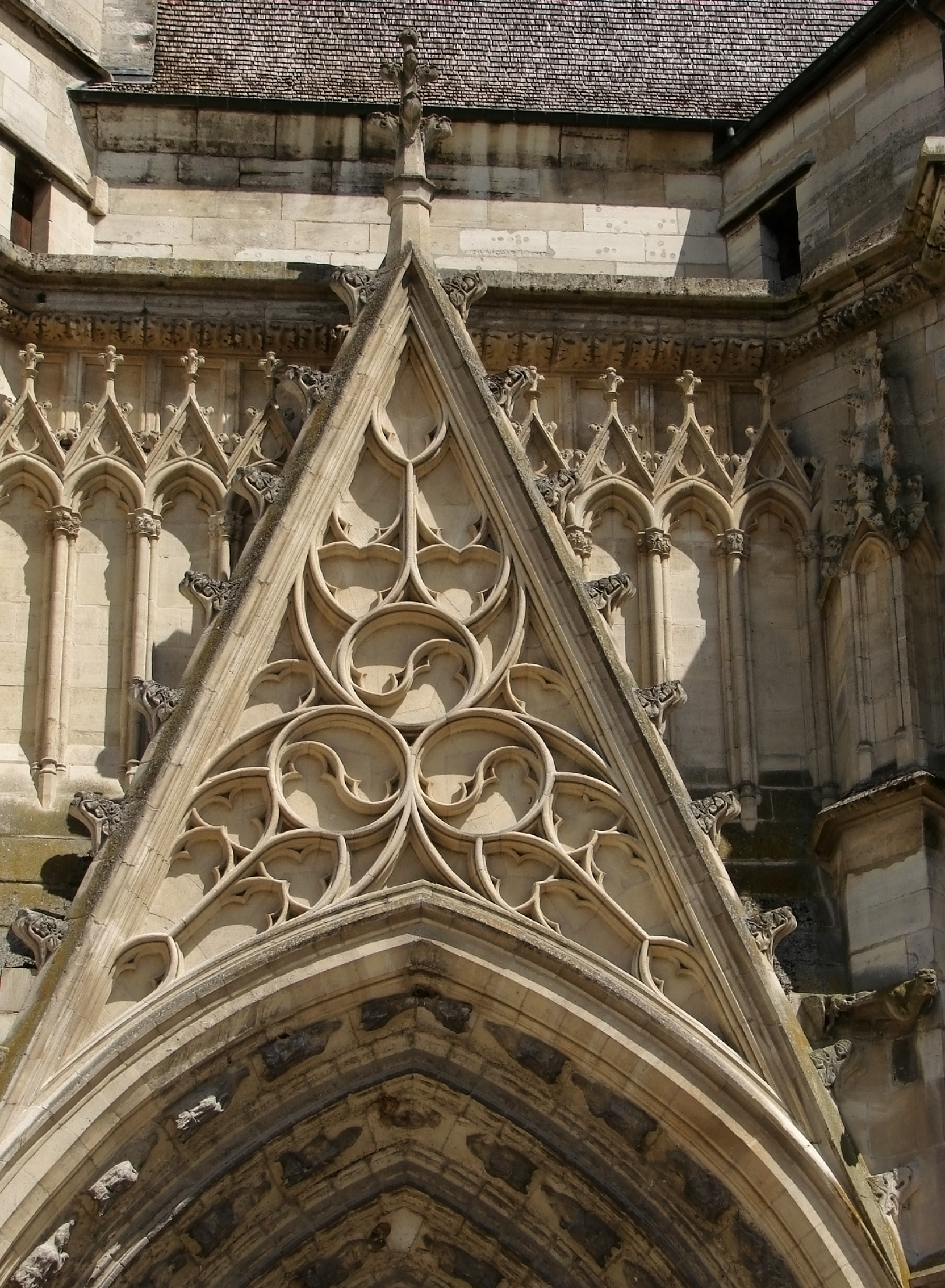
Portaal
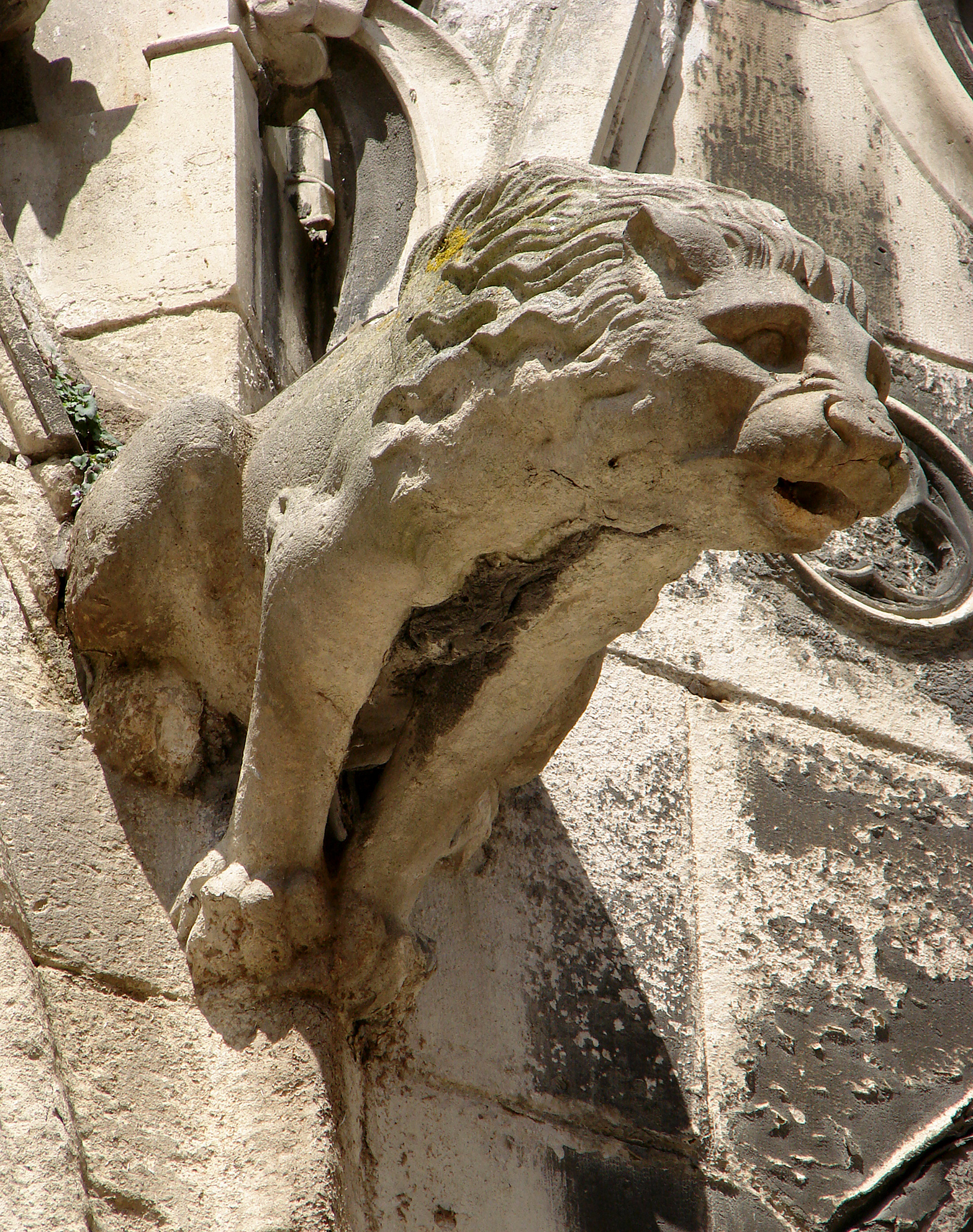
Figuur
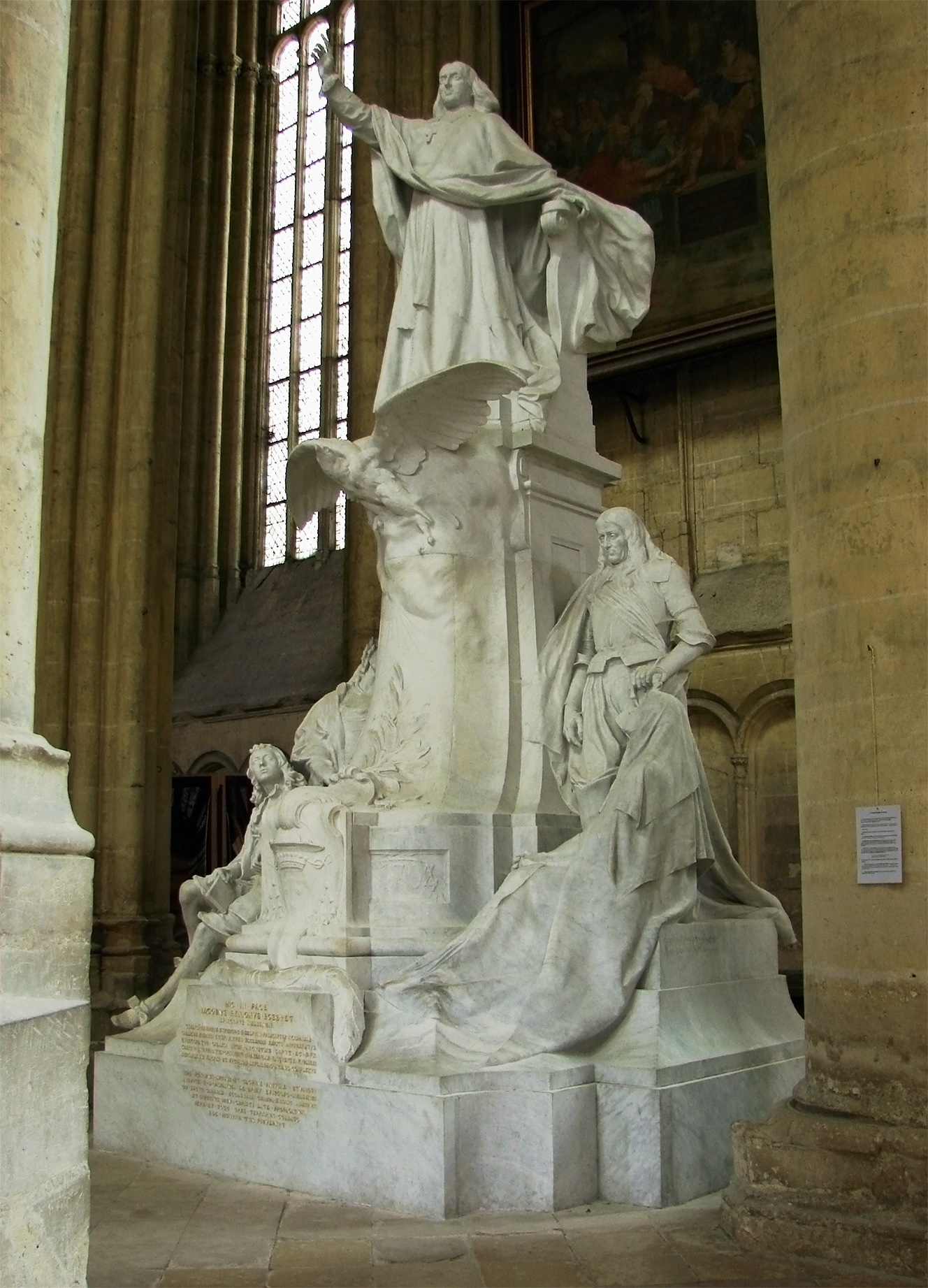
Monument van Bossuet
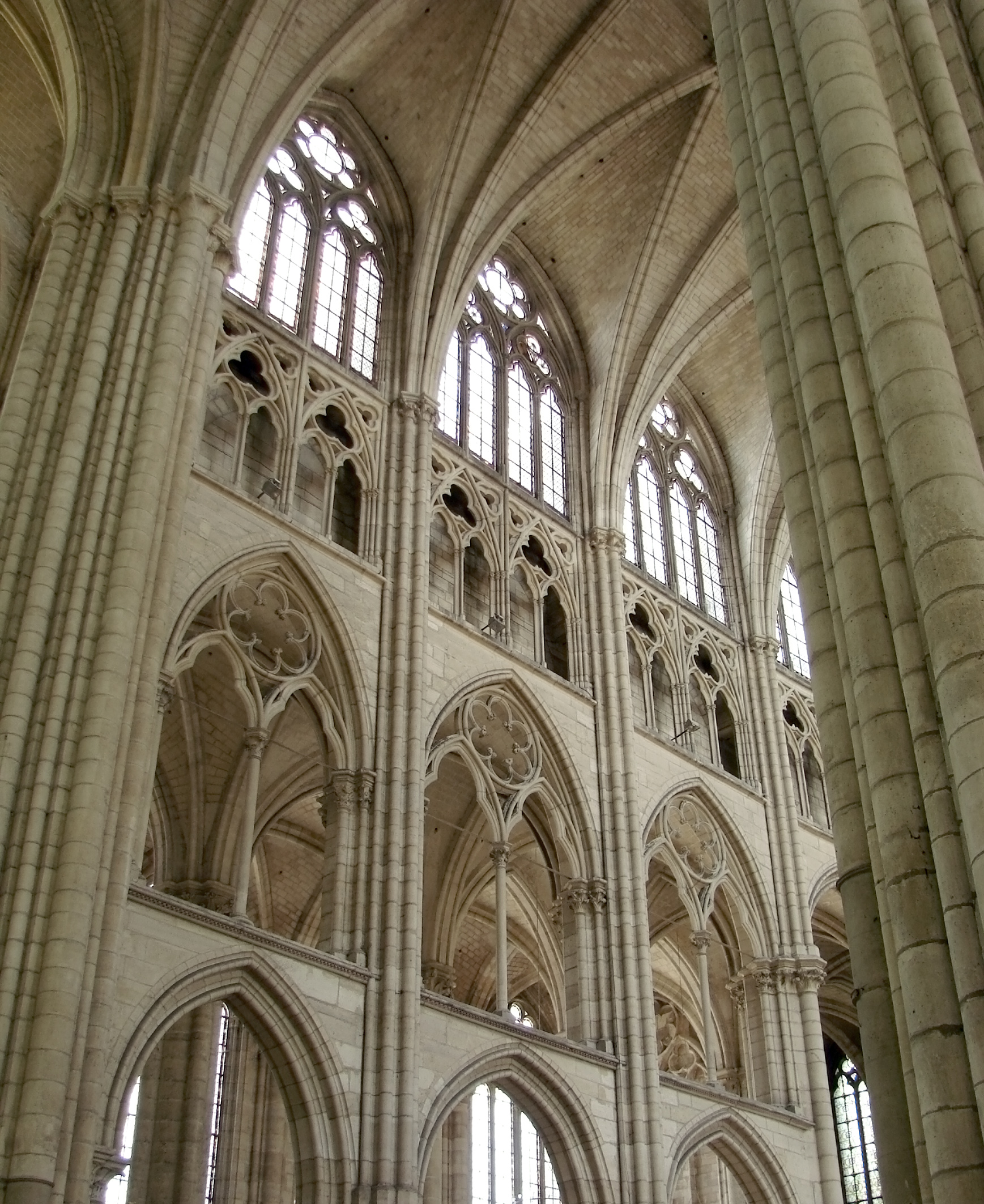
Interieur
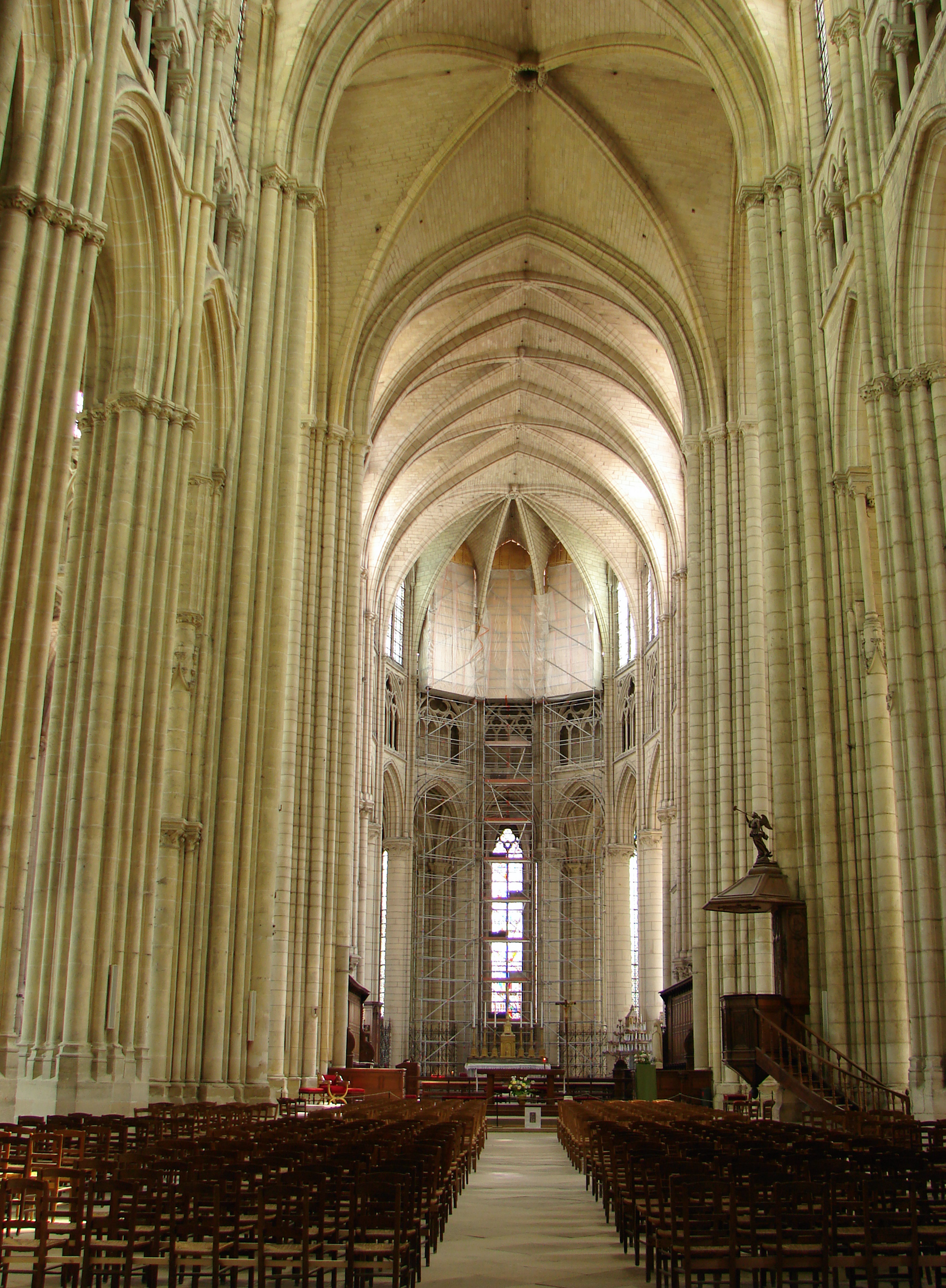
Zicht op het koor
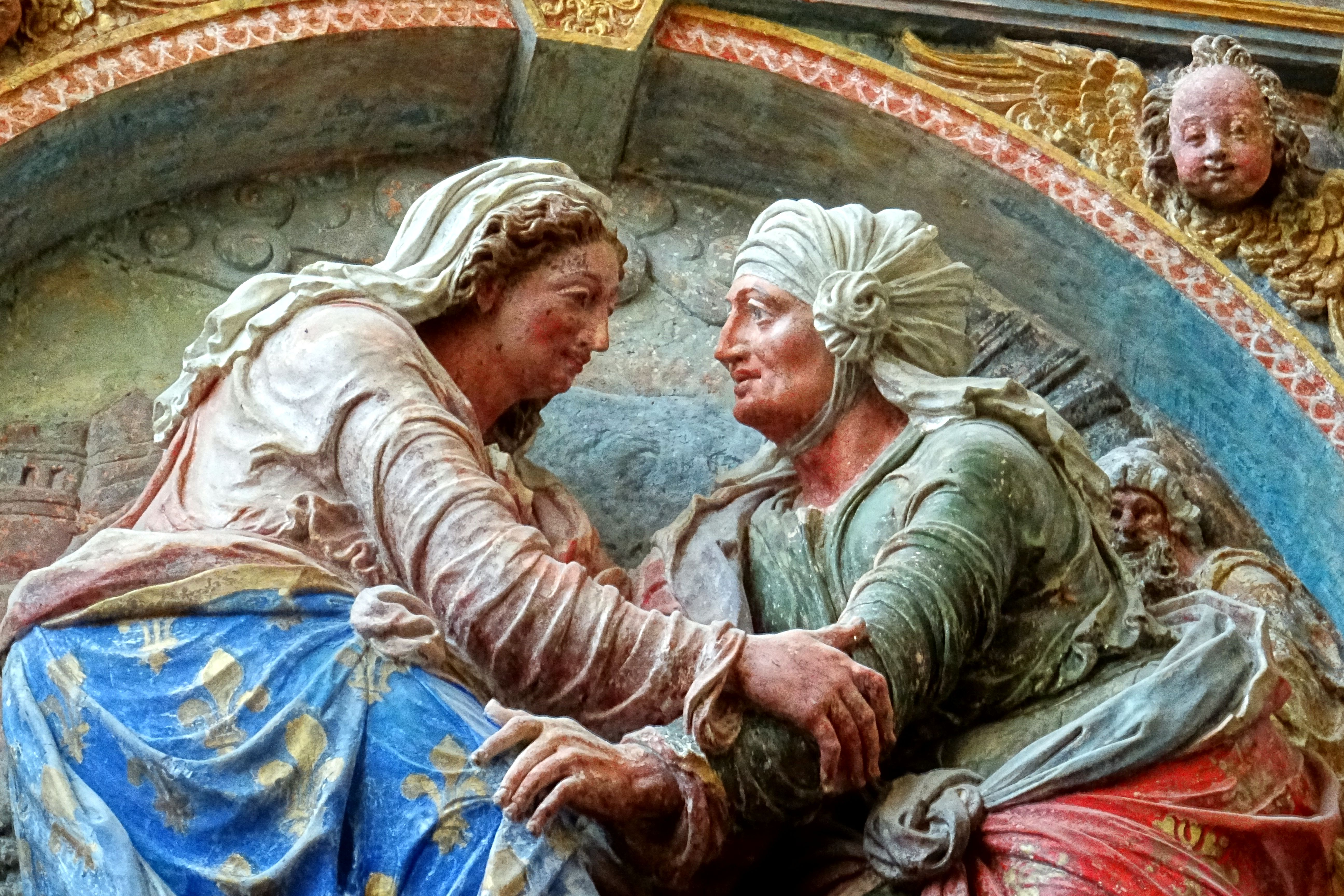
La Visitation
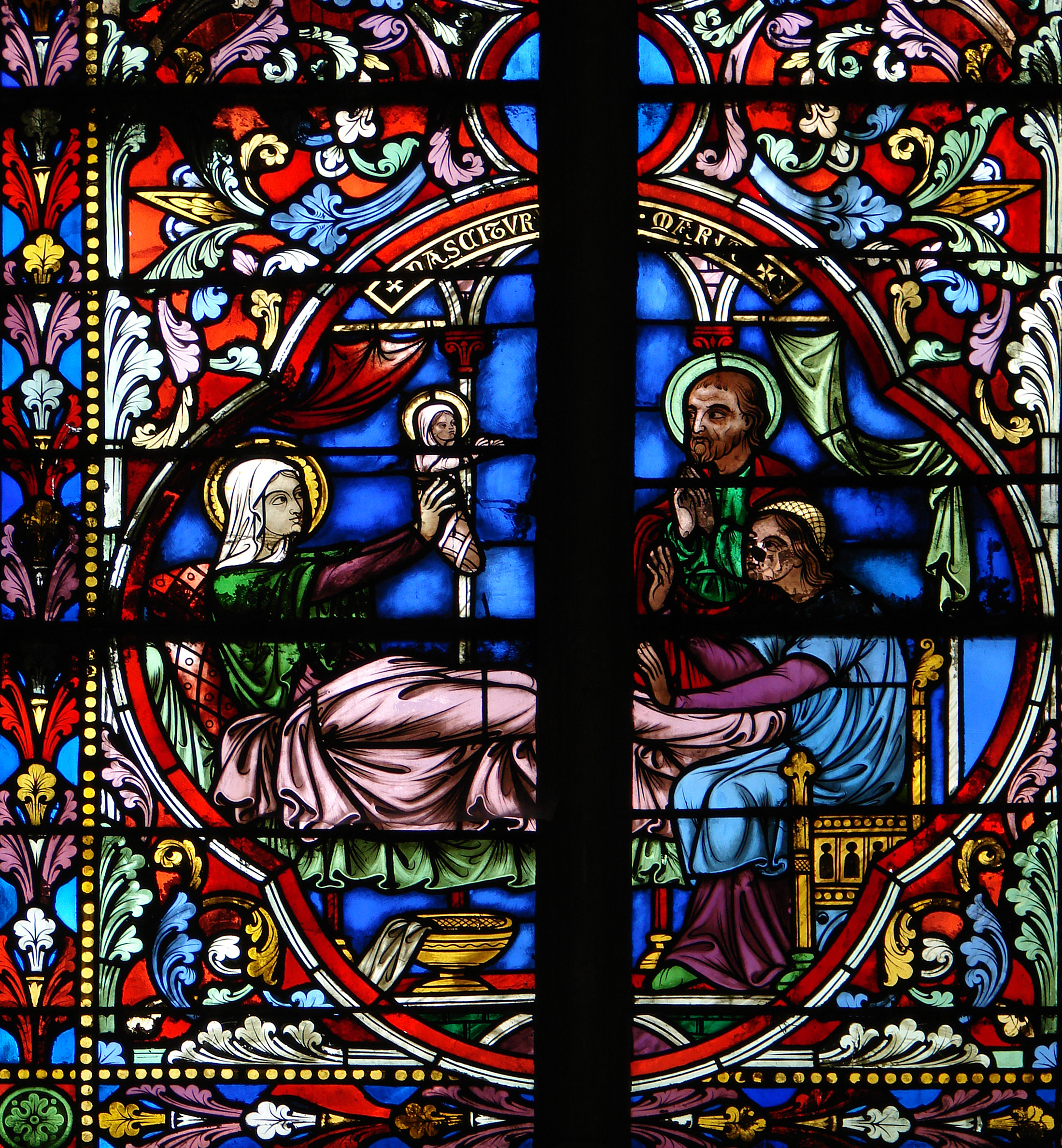
Glas-in-loodraam